# Albert J. Rädler
Albert J.  Rädler (* 6. Mai 1933 in München; † 25. Februar 2012 in Vaterstetten) war ein deutscher Steuerberater.

## Leben
Albert Josef Rädler promovierte nach dem Studium der Betriebswirtschaft in München bei Ottmar Bühler zum Thema der direkten Steuern in der EWG. Seine Dissertation wurde mit dem Gerhard-Thoma-Ehrenpreis des Fachinstituts der Steuerberater ausgezeichnet. 1962 zum Steuerberater bestellt, gründete er 1971 mit Arndt Raupach die Steuerkanzlei Rädler Raupach & Partner. Er klagte für die Aufhebung des Verbots überörtlicher Sozietäten und schloss sich später mit der Wirtschaftskanzlei Linklaters zusammen. Er war nicht nur als Steuerberater in der Privatwirtschaft tätig, sondern auch als Politikberater 1990 bei der Europäischen Kommission zur Gestaltung der Unternehmensbesteuerung im Binnenmarkt und für die Bundesregierung 1999 bei der Reform der Unternehmensbesteuerung. Auch war er klageführend vor dem Europäischen Gerichtshof tätig.
Von 1966 bis 1982 war er Lehrbeauftragter an der Universität Regensburg. Seit 1982 war er bis zu seiner Emeritierung im Jahr 1998 Professor für internationales Steuerrecht an der Universität Hamburg und war auch als Gastprofessor an Universitäten in Tokio, Paris und Wien eingeladen.

## Familie
Sein Sohn Walter ist als Funktionär und Referent im Schach, vor allem im Jugendschach, tätig. Er ist unter anderem Vorsitzender des Vereins Deutsche Schulschachstiftung e.V. und war Vizepräsident des Deutschen Schachbunds.

## Schriften (Auswahl)
- Die direkten Steuern der Kapitalgesellschaften, München 1960, Staatswirtsch. F., Diss. v. 9. Jan. 1961